# Lijst van afleveringen van Agatha Christie's Poirot (seizoen 8)
Het 8ste seizoen van de misdaadserie Agatha Christie's Poirot werd van 20 april 2001 tot 2 juni 2002 in Groot-Brittannië door ITV uitgezonden. Ook in Nederland zijn de afleveringen uit deze serie te zien geweest.
Dit seizoen bevatte twee afleveringen van ongeveer 100 minuten, elk gebaseerd op een Agatha Christie-roman. Deze waren bewerkt door Anthony Horowitz. Hoofdrollen werden gespeeld door onder anderen David Suchet, Hugh Fraser en Philip Jackson.

## Rolverdeling
| David Suchet   | Hercule Poirot  | Privé-detective                                  | Hoofdrol | Hoofdrol |
| Hugh Fraser    | Arthur Hastings | Legerkapitein, tevens assistent en vriend Poirot | Hoofdrol | Hoofdrol |
| Philip Jackson | James Japp      | Chief Inspector bij Scotland Yard                | Hoofdrol |          |
| Pauline Moran  | Miss Lemon      | Secretaresse Poirot                              | Hoofdrol |          |

## Plot
- Evil under the Sun
  - Evil under the Sun is gebaseerd op het gelijknamige boek. Poirot wordt tijdens het eten onwel en de dokter raadt hem een streng dieet aan. Daarom vertrekt hij samen met zijn partner Hastings (Hugh Fraser) naar het Sandy Cove Hotel aan de kust. Tijdens Poirots verblijf op het eiland waar het hotel ligt, wordt de beroemde actrice Arlena Stuart gewurgd gevonden op het strand. Poirot is de aangewezen persoon om de zaak te onderzoeken, en doet dat dan ook. Hij merkt dat meerderen een motief hadden voor de moord. Wie van hen heeft de daad op zijn geweten?

Bewerkt door Anthony Horowitz, geschreven door Agatha Christie.
- Murder in Mesopotamia
  - Eveneens gebaseerd op het gelijknamige boek. Poirot begeleidt zijn vriend Hastings naar Irak, aangezien hij er toch moet zijn. Tijdens zijn verblijf in het huis van Erich Leidner, wordt mevrouw Leidner omgebracht. Een paar dagen daarvoor had mevrouw Leidner Poirot geconsulteerd over dreigbrieven geschreven in de stijl van haar overleden echtgenoot. Is de echtgenoot niet dood en wil hij wraak op mevrouw Leidner nemen? Of is er toch iets anders aan de hand?

Bewerkt door Anthony Horowitz, geschreven door Agatha Christie.